# Derryveagh-bjergene
Derryveagh-bjergene (irsk: Cnoic Dhoire Bheatha) er den største bjergkæde i County Donegal, Irland. Den udgør en stor del af amtets landmasse og er det område i Irland med den laveste befolkningstæthed. Bjergene adskiller de kystnære dele af amtet, såsom Gweedore og Glenties, fra de større indre byer såsom Ballybofey og Letterkenny . Dens højeste top er Errigal.